# 125 TCN
Năm 125 TCN là một năm trong lịch Julius. 